# Рубежевичский сельсовет
Рубежевичский сельсовет (бел. Рубяжэ́віцкі сельсавет) — административная единица на территории Столбцовского района Минской области Беларуси. Административный центр — агрогородок Рубежевичи. Население на 1 января 2019 года — 2219 человек.

## Географическое положение
Сельсовет расположен в северо-восточной части Столбцовского района. Граничит с Дзержинским районом, Литвинским, Засульским, Деревнянским сельсоветами Столбцовского района Минской области.

## История
Рубежевичский сельсовет основан в 12 октября 1940 года в составе Ивенецкого района Барановичской области БССР. С 8 января 1954 года в Молодечненской области. 27 марта 1959 года в состав сельсовета вошла территория упразднённого Навиковского сельсовета. С 20 января 1960 года в Минской области. С 17 апреля 1962 года в Столбцовском районе.
28 мая 2013 года в состав сельсовета вошла территория упразднённого Засульского сельсовета.

## Состав
Рубежевичский сельсовет включает 33 населённых пункта:
- Алешково — хутор.
- Вараксы — деревня.
- Варноугол — деревня.
- Великие Новики — деревня.
- Гнетьки — деревня.
- Грань — деревня.
- Гризовщина — деревня.
- Довнарщина — деревня.
- Довнары — деревня.
- Ждановичи — деревня.
- Заречье — деревня.
- Засулье — агрогородок.
- Зуи — деревня.
- Камейши — деревня.
- Левковщина — деревня.
- Лихачи — деревня.
- Малые Новики — деревня.
- Микуличи — деревня.
- Морозовичи — деревня.
- Новые Рубежевичи — деревня.
- Новоселье — деревня.
- Носали — хутор.
- Падерное — деревня.
- Рожанка — деревня.
- Рубежевичи — агрогородок.
- Русаки — деревня.
- Ручин — деревня.
- Симковичи — деревня.
- Сосенка — деревня.
- Татарщина — деревня.
- Тихонова Слобода — деревня.
- Тоново — деревня.
- Ячёнка — деревня.

## Население
Население сельсовета согласно переписи 2009 года (16 населённых пунктов) — 1490 человек, из них 60,3 % — белорусы, 34,0 % — поляки, 4,2 % — русские.

## Производственная сфера
- ОАО «Рубежевичи»

## Социально-культурная сфера
- Образование: Рубежевичская ГОСШ
- Медицинское обслуживание: Рубежевичская участковая больница, а также 2 фельдшерско — акушерских пункта в деревне Тоново и Великие Новики
- Культура: Рубежевичский СДК, Рубежевичская сельская библиотека, Тоновский сельский клуб и Тоновская сельская библиотека